# Saint-John Figtree
Saint-John Figtree est l'une des quatorze paroisses de Saint-Christophe-et-Niévès. Elle est située sur Niévès.

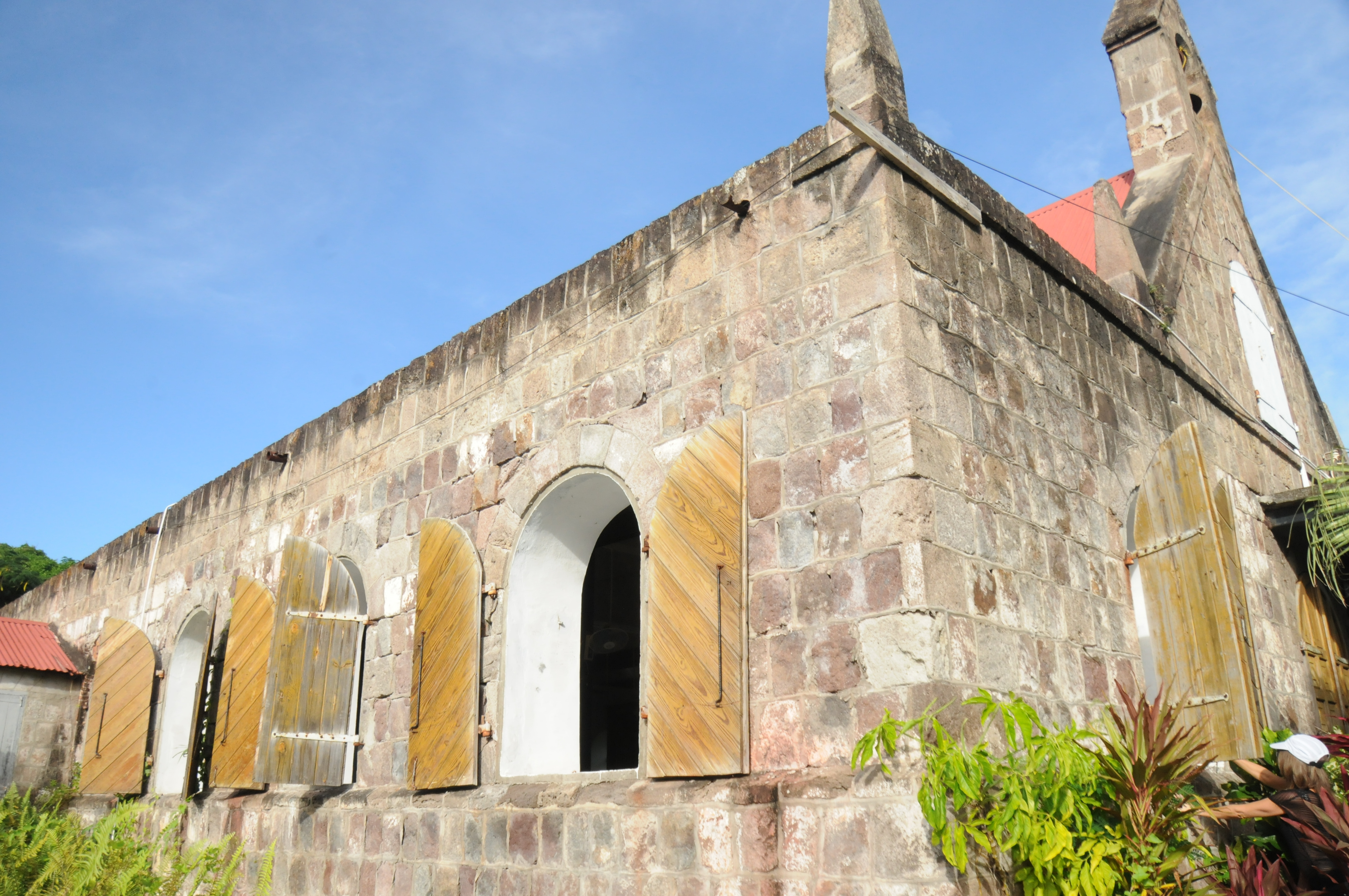
Église du figuier du terrain de l'église